# Atletiek op de Olympische Zomerspelen 2024 – 400 meter mannen
De 400 meter voor mannen op de Olympische Zomerspelen 2024 vond plaats van 4 tot en met 7 augustus in het Stade de France. Titelverdediger was Steven Gardiner uit Bahrein. De finale werd gewonnen door Quincy Hall uit de Verenigde Staten, de Brit Matthew Hudson-Smith behaalde het zilver en Muzala Samukonga uit Zambia won de bronzen medaille.

## Records
Voorafgaand aan het toernooi waren dit het wereldrecord en het olympisch record.
| Wereldrecord     | Zuid-Afrika Wayde van Niekerk | 43,03 | Rio de Janeiro | 14 augustus 2016 |
| Olympisch record | Zuid-Afrika Wayde van Niekerk | 43,03 | Rio de Janeiro | 14 augustus 2016 |

## Resultaten
Legenda:

Q - Gekwalificeerd door eindplaats

q - Gekwalificeerd door eindtijd

SR - Beste tijd gelopen in seizoen voor atleet

PR - Persoonlijk record atleet

NR - Nationaal record van atleet

OR - Olympisch record

WR - Wereldrecord

DQ - Gediskwalificeerd

DNS - Niet gestart

DNF - Niet gefinisht

### Series
De eerste drie van elke serie kwalificeerden zich direct voor de halve finales. Van de overgebleven atleten kwalificeerden bovendien de zes snelsten zich voor de halve finales.

#### Serie 1
| Rang | Baan | Naam                      | Naam | Tijd  | Bijz. |
| ---- | ---- | ------------------------- | ---- | ----- | ----- |
| 1    | 6    | Matthew Hudson-Smith      | GBR  | 44,78 | Q     |
| 2    | 3    | Christopher Bailey        | USA  | 44,89 | Q     |
| 3    | 4    | Håvard Bentdal Ingvaldsen | NOR  | 45,46 | Q     |
| 4    | 7    | Chidi Okezie              | NGR  | 45,52 |       |
| 5    | 2    | Kentaro Sato              | JPN  | 45,60 |       |
| 6    | 8    | Oleksandr Pohorilko       | UKR  | 45,71 |       |
| 7    | 5    | Deandre Watkin            | JAM  | 45,97 |       |

#### Serie 2
| Rang | Baan | Naam                | Naam | Tijd  | Bijz. |
| ---- | ---- | ------------------- | ---- | ----- | ----- |
| 1    | 6    | Michael Norman      | USA  | 44,10 | Q, SB |
| 2    | 9    | Jereem Richards     | TTO  | 44,31 | Q     |
| 3    | 2    | Busang Kebinatshipi | BOT  | 44,45 | Q, PB |
| 4    | 8    | Ammar Ibrahim       | QAT  | 44,66 | PB    |
| 5    | 5    | Sean Bailey         | JAM  | 44,68 |       |
| 6    | 4    | Attila Molnár       | HUN  | 45,24 |       |
| 7    | 7    | Anthony Zambrano    | COL  | 45,49 |       |
| 8    | 3    | Michael Joseph      | LCA  | 45,69 |       |

#### Serie 3
| Rang | Baan | Naam                 | Naam | Tijd  | Bijz. |
| ---- | ---- | -------------------- | ---- | ----- | ----- |
| 1    | 3    | Muzala Samukonga     | ZAM  | 44,56 | Q     |
| 2    | 2    | Bayapo Ndori         | BOT  | 44,87 | Q     |
| 3    | 8    | Luca Sito            | ITA  | 44,99 | Q     |
| 4    | 5    | Jean Paul Bredau     | GER  | 45,07 |       |
| 5    | 7    | Dylan Borlée         | BEL  | 45,36 |       |
| 6    | 9    | Yuki Joseph Nakajima | JPN  | 45,37 |       |
| 7    | 6    | Lythe Pillay         | RSA  | 45,60 |       |
| 8    | 4    | Matěj Krsek          | CZE  | 45,71 |       |

#### Serie 4
| Rang | Baan | Naam             | Naam | Tijd  | Bijz. |
| ---- | ---- | ---------------- | ---- | ----- | ----- |
| 1    | 7    | Quincy Hall      | USA  | 44,28 | Q     |
| 2    | 5    | Samuel Ogazi     | NGR  | 44,50 | Q, PB |
| 3    | 6    | Reece Holder     | AUS  | 44,53 | Q, PB |
| 4    | 8    | Jonathan Sacoor  | BEL  | 45,08 |       |
| 5    | 2    | Alexander Ogando | DOM  | 45,11 | SB    |
| 6    | 3    | Elián Larregina  | ARG  | 47,80 |       |
|      | 4    | Steven Gardiner  | BAH  | DNS   |       |

#### Serie 5
| Rang | Baan | Naam                         | Naam | Tijd  | Bijz. |
| ---- | ---- | ---------------------------- | ---- | ----- | ----- |
| 1    | 6    | Kirani James                 | GRN  | 44,78 | Q     |
| 2    | 8    | Christopher Morales Williams | CAN  | 44,96 | Q     |
| 3    | 9    | Aruna Darshana               | SRI  | 44,99 | Q, PB |
| 4    | 4    | Zakithi Nene                 | RSA  | 45,01 |       |
| 5    | 7    | Leungo Scotch                | BOT  | 45,28 |       |
| 6    | 3    | Lionel Spitz                 | SUI  | 45,81 |       |
| 7    | 5    | Lucas Carvalho               | BRA  | 45,85 |       |
| 8    | 2    | Davide Re                    | ITA  | 46,74 |       |

#### Serie 6
| Rang | Baan | Naam                 | Naam | Tijd  | Bijz. |
| ---- | ---- | -------------------- | ---- | ----- | ----- |
| 1    | 5    | Charlie Dobson       | GBR  | 44,96 | Q     |
| 2    | 7    | Alexander Doom       | BEL  | 45,01 | Q     |
| 3    | 3    | Jevaughn Powell      | JAM  | 45,12 | Q     |
| 4    | 9    | João Coelho          | POR  | 45,35 | SB    |
| 5    | 2    | Cheikh Tidiane Diouf | SEN  | 45,59 |       |
| 6    | 8    | Fuga Sato            | JPN  | 46,13 |       |
| 7    | 4    | Gilles Biron         | FRA  | 46,19 |       |
|      | 6    | Zablon Ekwam         | KEN  | DNF   |       |

### Herkansingsronde

#### Herkansingsserie 1
| Rang | Baan | Naam            | Naam | Tijd  | Bijz. |
| ---- | ---- | --------------- | ---- | ----- | ----- |
| 1    | 4    | Elián Larregina | ARG  | 45,36 | Q     |
| 2    | 8    | Gilles Biron    | FRA  | 45,87 |       |
| 3    | 3    | Lucas Carvalho  | BRA  | 46,24 |       |
|      | 7    | Davide Re       | ITA  | DNS   |       |
|      | 2    | Jonathan Sacoor | BEL  | DNS   |       |
|      | 6    | Fuga Sato       | JPN  | DNS   |       |
|      | 5    | Deandre Watkin  | JAM  | DNS   |       |

#### Herkansingsserie 2
| Rang | Baan | Naam                 | Naam | Tijd  | Bijz. |
| ---- | ---- | -------------------- | ---- | ----- | ----- |
| 1    | 5    | Lythe Pillay         | RSA  | 45,40 | Q     |
| 2    | 7    | Matěj Krsek          | CZE  | 45,53 | PB    |
| 3    | 3    | Oleksandr Pohorilko  | UKR  | 45.59 |       |
| 4    | 6    | Michael Joseph       | LCA  | 45,64 |       |
| 5    | 4    | Chidi Okezie         | NGR  | 45,92 |       |
|      | 2    | Yuki Joseph Nakajima | JPN  | DNS   |       |
|      | 8    | Alexander Ogando     | DOM  | DNS   |       |

#### Herkansingsserie 3
| Rang | Baan | Naam             | Naam | Tijd  | Bijz. |
| ---- | ---- | ---------------- | ---- | ----- | ----- |
| 1    | 4    | Zakithi Nene     | RSA  | 44,81 | Q     |
| 2    | 6    | Leungo Scotch    | BOT  | 45,33 | q     |
| 3    | 3    | Attila Molnár    | HUN  | 45,45 |       |
| 4    | 5    | Lionel Spitz     | SUI  | 45,51 |       |
|      | 8    | Kentaro Sato     | JPN  | DNS   |       |
|      | 7    | Anthony Zambrano | COL  | DNS   |       |

#### Herkansingsserie 4
| Rang | Baan | Naam                 | Naam | Tijd  | Bijz. |
| ---- | ---- | -------------------- | ---- | ----- | ----- |
| 1    | 3    | Ammar Ibrahim        | QAT  | 44,77 | Q     |
| 2    | 8    | Cheikh Tidiane Diouf | SEN  | 45,03 | q, PB |
| 3    | 3    | Jean Paul Bredau     | GER  | 45,40 |       |
| 4    | 7    | Dylan Borlée         | BEL  | 45,51 |       |
| 5    | 4    | João Coelho          | POR  | 45,64 |       |
|      | 5    | Sean Bailey          | JAM  | DNF   |       |

### Halve finales
De eerste twee atleten van elke halve finale plaatsten zich direct voor de finale (Q), daarnaast gingen van de overgebleven atleten de twee tijdssnelsten door (q). 

#### Halve finale 1
| Rang | Baan | Naam                      | Naam | Tijd    | Bijz. |
| ---- | ---- | ------------------------- | ---- | ------- | ----- |
| 1    | 5    | Quincy Hall               | USA  | 43,95   | Q     |
| 2    | 7    | Jereem Richards           | TRI  | 44,33   | Q     |
| 3    | 4    | Busang Kebinatshipi       | BOT  | 44,43   |       |
| 4    | 8    | Charlie Dobson            | GBR  | 44,48   | PB    |
| 5    | 3    | Ammar Ibrahim             | QAT  | 44,63   | PB    |
| 6    | 2    | Cheikh Tidiane Diouf      | SEN  | 44,94   | NR    |
| 7    | 9    | Håvard Bentdal Ingvaldsen | NOR  | 45,60   |       |
| 8    | 6    | Alexander Doom            | BEL  | 1.55,10 |       |

#### Halve finale 2
| Rang | Baan | Naam               | Naam | Tijd  | Bijz.    |
| ---- | ---- | ------------------ | ---- | ----- | -------- |
| 1    | 8    | Kirani James       | GRN  | 43,78 | Q, SB    |
| 2    | 5    | Muzala Samukonga   | ZAM  | 43,81 | Q, NR    |
| 3    | 6    | Christopher Bailey | USA  | 44,31 | q, PB    |
| 4    | 7    | Bayapo Ndori       | BOT  | 44,43 |          |
| 5    | 9    | Luca Sito          | ITA  | 45,01 |          |
| 6    | 2    | Elián Larregina    | ARG  | 45,02 |          |
| 7    | 3    | Lythe Pillay       | RSA  | 45,24 |          |
|      | 4    | Aruna Darshana     | SRI  | DSQ   | TR17.2.3 |

#### Halve finale 3
| Rang | Baan | Naam                         | Naam | Tijd  | Bijz. |
| ---- | ---- | ---------------------------- | ---- | ----- | ----- |
| 1    | 7    | Matthew Hudson-Smith         | GBR  | 44,07 | Q     |
| 2    | 6    | Michael Norman               | USA  | 44,26 | Q     |
| 3    | 5    | Samuel Ogazi                 | NGR  | 44,41 | q, PB |
| 4    | 9    | Jevaughn Powell              | JAM  | 44,91 |       |
| 5    | 4    | Reece Holder                 | AUS  | 44,94 |       |
| 6    | 3    | Zakithi Nene                 | RSA  | 45,06 |       |
| 7    | 2    | Leungo Scotch                | BOT  | 45,16 |       |
| 8    | 8    | Christopher Morales Williams | CAN  | 45,25 |       |

### Finale
| Rang   | Baan | Naam                 | Naam | Tijd  | Bijz. |
| ------ | ---- | -------------------- | ---- | ----- | ----- |
| Goud   | 8    | Quincy Hall          | USA  | 43,40 | PB    |
| Zilver | 6    | Matthew Hudson-Smith | GBR  | 43,44 | AR    |
| Brons  | 7    | Muzala Samukonga     | ZAM  | 43,74 | NR    |
| 4      | 9    | Jereem Richards      | TRI  | 43,78 | NR    |
| 5      | 5    | Kirani James         | GRN  | 43,87 |       |
| 6      | 2    | Christopher Bailey   | USA  | 44,58 |       |
| 7      | 3    | Samuel Ogazi         | NGR  | 44,73 |       |
| 8      | 4    | Michael Norman       | USA  | 45,62 |       |

1896: Thomas Burke ·
1900: Maxey Long ·
1904: Harry Hillman ·
1908: Wyndham Halswelle ·
1912: Charles Reidpath ·
1920: Bevil Rudd ·
1924: Eric Liddell ·
1928: Ray Barbuti ·
1932: Bill Carr ·
1936: Archie Williams ·
1948: Arthur Wint ·
1952: George Rhoden ·
1956: Charlie Jenkins ·
1960: Otis Davis ·
1964: Mike Larrabee ·
1968: Lee Evans ·
1972: Vince Matthews ·
1976: Alberto Juantorena ·
1980: Viktor Markin ·
1984: Alonzo Babers ·
1988: Steve Lewis ·
1992: Quincy Watts ·
1996: Michael Johnson ·
2000: Michael Johnson ·
2004: Jeremy Wariner ·
2008: LaShawn Merritt ·
2012: Kirani James · 
2016: Wayde van Niekerk · 
2020: Steven Gardiner · 
2024: Quincy Hall